# Route nationale 148bis
La route nationale 148BIS est l'ancienne appellation de la RN 149 reliant Poitiers à Nantes. Ce numéro a existé jusqu'au déclassement des routes nationales françaises dans les années 1970.